# None More Black
None More Black is een Amerikaanse punkband afkomstig uit New Jersey die sinds 2003 platen bij het Californische punklabel Fat Wreck Chords uit laat geven. None More Black heeft tot op heden drie studioalbums en twee ep's opgenomen en uit laten geven.

## Geschiedenis
De band werd opgericht in 2000 door zanger en gitarist Jason Shevchuk nadat zijn vorige band, Kid Dynamite, was opgeheven. Kid Dynamite werd opgeheven nadat Shevchuk de band verliet om zich te kunnen richten op zijn studie. Rond deze tijd schreef hij nummers die hij met behulp van een drumcomputer samen met zijn kamergenoot Dan Gross speelde. In 2000 hadden de twee een drummer en een tweede gitarist gevonden. Deze formatie viel snel uiteen, maar in 2001 vroegen Gross en Shevchuk Jasons broer Jeff om als gitarist te komen spelen. Ook werd dit jaar een nieuwe drummer voor de band gevonden. Deze formatie viel ook uiteen, nadat de band een ep had laten uitgeven via het kleine platenlabel Sub-Division. Ditmaal bleven alleen Jason en Jeff over. In 2002 kwam er uiteindelijk een permanente formatie tot stand. Onder andere bassist Paul Delaney van de punkband Kill Your Idols kwam voor de band spelen. Er werd een demo opgenomen dat uiteindelijk leidde tot de uitgave van het debuutalbum via Fat Wreck Chords.
In januari 2007 maakte de band bekend voor onbepaalde tijd te stoppen en slechts af en toe shows te spelen. Op 19 mei 2008 maakte None More Black bekend een gratis reünieshow te spelen in Philadelphia op 4 juli dat jaar. Drie dagen later, op 7 juli, maakte de band bekend weer terug bij elkaar te zijn en plannen te hebben voor een nieuw studioalbum. Dit resulteerde in het derde studioalbum Icons dat in 2010 via Fat Wreck Chords werd uitgegeven.

## Leden
- Jason Shevchuk - zang, gitaar
- Paul Delaney - basgitaar
- Richard Minino - drums
- Colin McGinniss - gitaar

Voormalige leden
- Nick Rotundo - drums
- Mike McEvoy - drums
- David Wagenschutz - drums
- Emmett Menke - drums
- Jared Shavelson - drums
- Dan Gross - basgitaar
- Nick Remondelli - basgitaar

## Discografie
| Studioalbums - File Under Black (Fat Wreck Chords, 2003) - This is Satire (Fat Wreck Chords, 2006) - Icons (Fat Wreck Chords, 2010) | Ep's - None More Black (Sub-Division, 2001) - Loud About Loathing (Sabot Productions, 2004) |